# Małomice
Małomiceⓘ (em alemão: Mallmitz) é um município no oeste da Polônia. Pertence à voivodia da Lubúsquia, no condado de Żagań. É a sede da comuna urbano-rural de Małomice. Situa-se às margens do rio Bóbr, no limite das Florestas da Baixa Silésia, na parte sul da voivodia.
Entre 1975 e 1998, a cidade era administrativamente parte da voivodia de Zielona Góra. Estende-se por uma área de 6,8 km², com 3 467 habitantes, segundo o censo de 31 de dezembro de 2021, com uma densidade populacional de 654 hab./km².
Małomice fica em uma rota ferroviária internacionalmente importante que conecta Cracóvia e Berlim, a uma distância de 60 km da fronteira alemã e 80 km da fronteira tcheca. Está localizada na histórica Baixa Silésia.

## História
Os primórdios da vida e da atividade humana na área de Małomice datam de antes de nossa era. Essa hipótese é confirmada por um achado arqueológico de 1926 — um machado de pedra do Neolítico. O período da Cultura lusaciana na área do atual município de Małomice é o primeiro período de assentamento comprovado. O segundo período de assentamento foi durante a Dinastia piasta e estava associado à tribo dos Bobrzan.
O material arqueológico indica que o início do assentamento pode ser datado do século VI a.C. Em meados do primeiro milênio a.C., a área da voivodia de Zielona Góra (Lubúsquia) estava sob forte influência da cultura celta. O período seguinte, até por volta do século IV d.C., foi caracterizado pela expansão do Império Romano.
O antigo assentamento, originalmente eslavo, foi fundado sob a lei alemã por volta de 1280. O nome mais antigo de Małomice (Małynicz) foi mencionado no tributo do feudo pago em 1329 pelo Duque Henrique IV de Żagań ao Rei da Boêmia na Breslávia. No final da década de 1630, Małomice tornou-se propriedade de um senhor feudal — silesiano-lusaciano — Fabian von Schoenaick. Ele concedeu provavelmente a Małomice direitos limitados de cidade em 1572. O desenvolvimento de Małomice foi significativamente acelerado por sua situação como um assentamento mercantil. Schoenaick permitiu a formação de guildas de artesãos que tinham o direito de indicar seus representantes para o Conselho da cidade. A ferraria e a olaria se desenvolveram nessa época, as bases para o desenvolvimento posterior dos setores de metal e cerâmica. Conforme o censo de 1600, havia dez famílias de camponeses e nove de colonos.
Em 1766, a família von Dohn tornou-se proprietária de Małomice, e os primórdios da siderurgia na cidade estão ligados a ela. As siderúrgicas em Małomice foram fundadas por volta de 1800 sobre as fundações das antigas siderúrgicas. O primeiro desenho técnico mostrando a elevação e a seção transversal do prédio da siderúrgica data desse ano. Os fornos da siderúrgica já estavam em operação em 1801. Fabian von Dohna batizou a siderúrgica de “Marienhütte” (siderúrgica “Maria”) em homenagem à sua esposa, Maria Amália. Graças às ordens do exército imperial, a siderúrgica cresceu e se tornou um importante local industrial na Silésia. Ela está ligada a uma história trágica das Guerras Napoleônicas. O então proprietário de Małomice, Fabian von Dohna, mandou fundir muitas balas de canhão para o exército prussiano em segredo dos franceses. Quando o assunto veio à tona, o comando francês queimou o magnífico palácio barroco de von Dohn, que se erguia sobre a cidade, como retaliação. O palácio foi reconstruído em meados do século, mas foi destruído durante a última guerra. No século XIX, houve um renascimento da vida econômica. A indústria metalúrgica se desenvolveu em Małomice, com base nos recursos locais de minério de ferro de pântano. Desde a revolta até o colapso do Reich alemão, o setor foi orientado exclusivamente para a produção de armamentos. Em 1875, a cidade recebeu uma conexão ferroviária, que teve um impacto considerável no desenvolvimento do setor. Em 1898 foi inaugurada uma fábrica de louças, depois da guerra passou a se chamar Fábrica de Chapas, hoje Fábrica de produtos de chapa metálica Polmetal S.A.

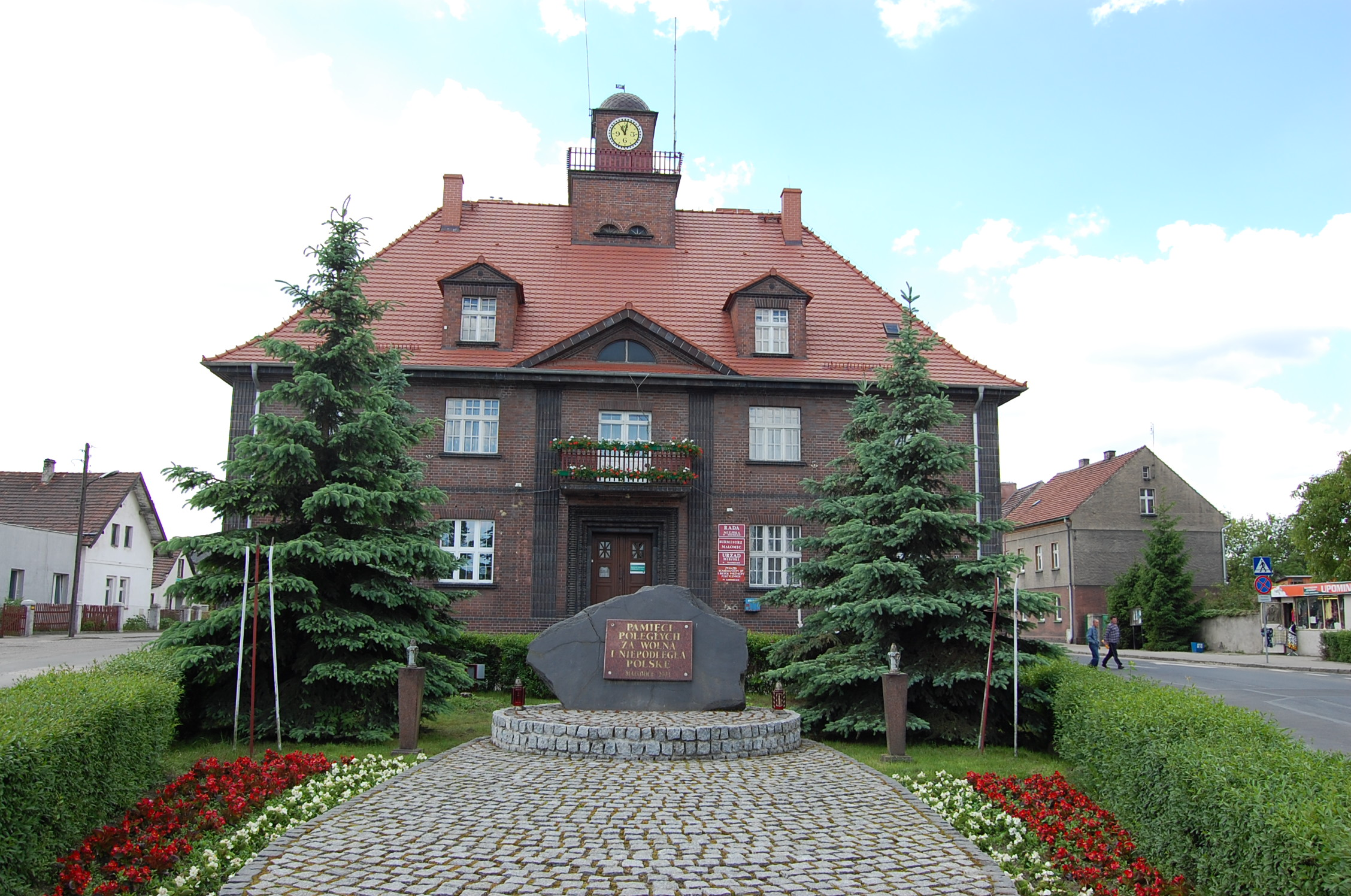
Monumento ao Soldado Desconhecido, em frente à Prefeitura

Durante a Primeira Guerra Mundial, Małomice estava longe dos combates. Ela participou por meio de sua produção de armamentos. A fundição foi fechada em 1933, reabrindo três anos depois para produzir aeronaves. Durante o período entre guerras, Małomice foi ampliada na parte oeste. Entre 1928 e 1929, foram construídos uma igreja católica e um cinema. Antes da eclosão da Segunda Guerra Mundial, um estádio esportivo com piscina foi inaugurado. De setembro de 1944 a janeiro de 1945, Małomice foi o local de um campo para prisioneiros de guerra trazidos da Varsóvia insurgente. Em 14 de fevereiro de 1945, Małomice foi ocupada pelo 13.º Exército da Frente Ucraniana como resultado de operações militares. Uma administração polonesa foi instalada no vilarejo, que deportou seus antigos habitantes para a Alemanha. A forma Małomice — do alemão Mallmitz — foi adotada como nome polonês. Em 1959, Małomice recebeu a classificação de assentamento e, dez anos depois, recebeu a condição de cidade.

## Demografia
Conforme os dados do Escritório Central de Estatística da Polônia (GUS) de 31 de dezembro de 2022, Małomice é uma cidade muito pequena com uma população de 3 442 habitantes (33.º lugar na voivodia da Lubúsquia e 692.º na Polônia), tem uma área de 6,73 km² (31.º lugar na voivodia da Lubúsquia e 752.º lugar na Polônia) e uma densidade populacional de 511,44 hab./km² (29.º lugar na voivodia da Lubúsquia e 588.º lugar na Polônia). Nos anos 2002–2021, o número de habitantes diminuiu 6,5%.
Os habitantes de Małomice constituem cerca de 4,45% da população do condado de Żagań, constituindo 0,35% da população da voivodia da Lubúsquia.
| Descrição                         | Total      | Total    | Mulheres   | Mulheres | Homens     | Homens   |
| --------------------------------- | ---------- | -------- | ---------- | -------- | ---------- | -------- |
| unidade                           | habitantes | %        | habitantes | %        | habitantes | %        |
| população                         | 3 442      | 100      | 1 775      | 51,6     | 1 667      | 48,4     |
| área                              | 6,73 km²   | 6,73 km² | 6,73 km²   | 6,73 km² | 6,73 km²   | 6,73 km² |
| densidade populacional (hab./km²) | 511,44     | 511,44   | 263,90     | 263,90   | 247,54     | 247,54   |

## Monumentos históricos

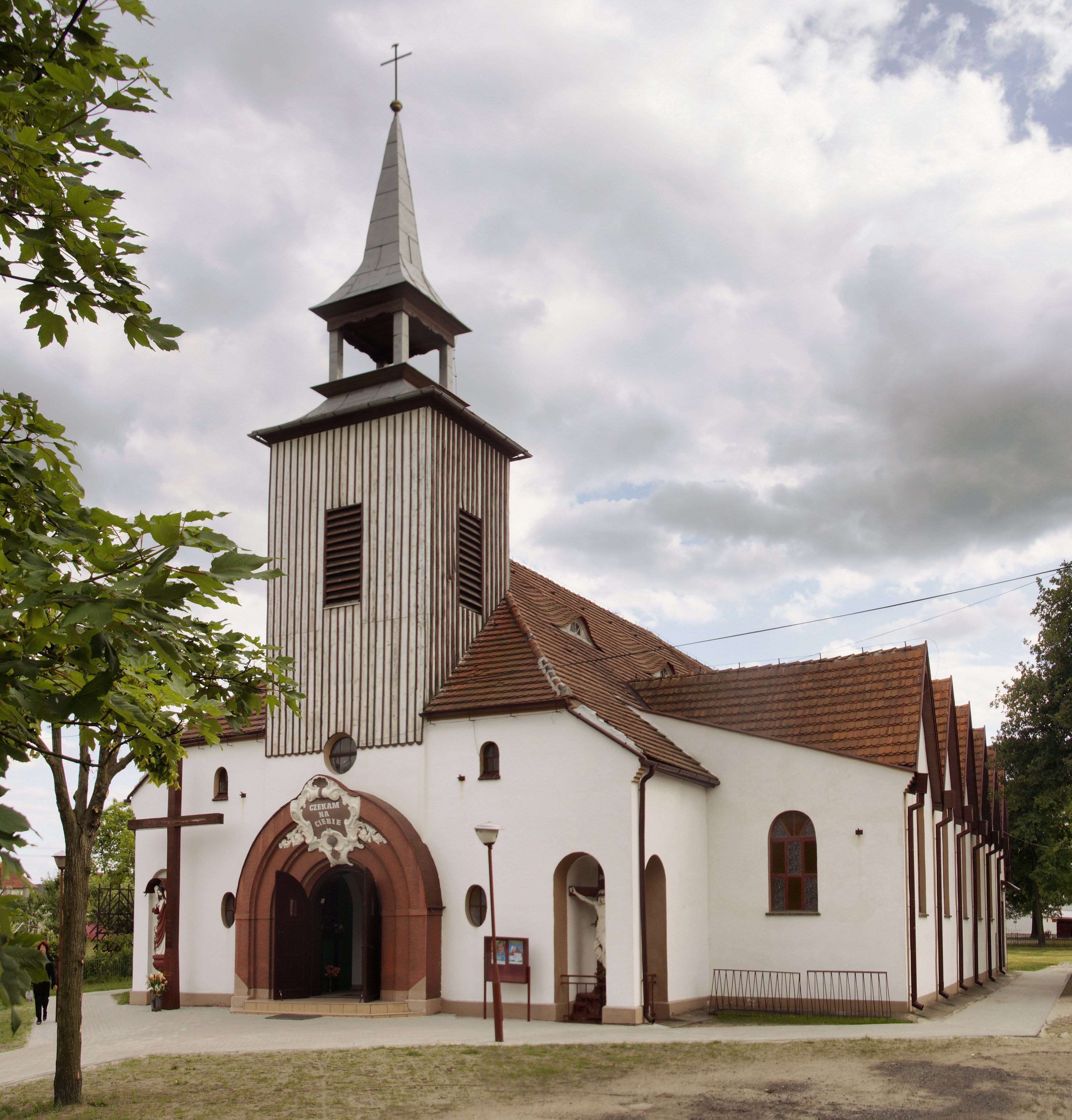
Igreja católica da Paróquia da Natividade da Bem-Aventurada Virgem Maria

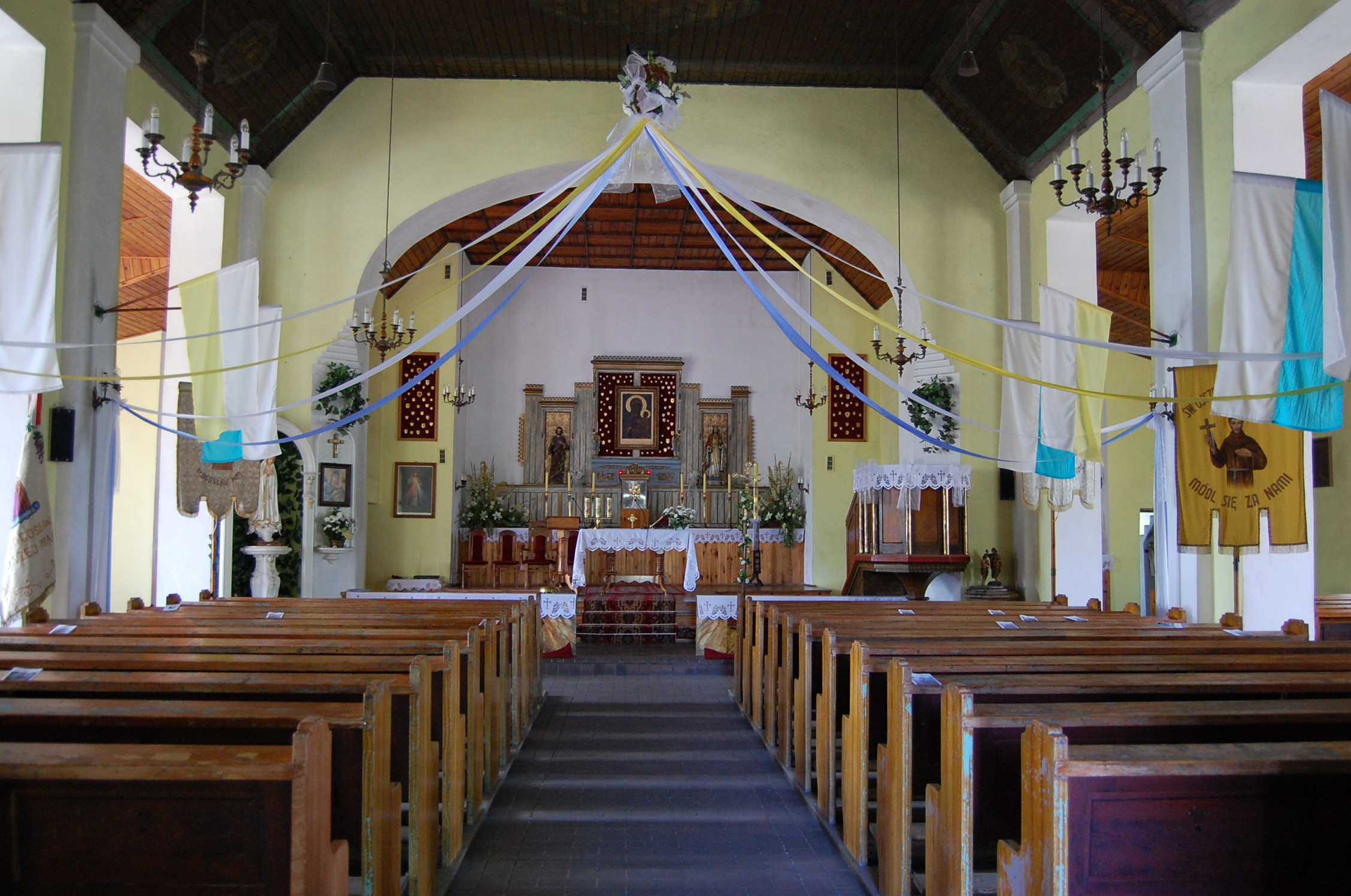
Interior da igreja

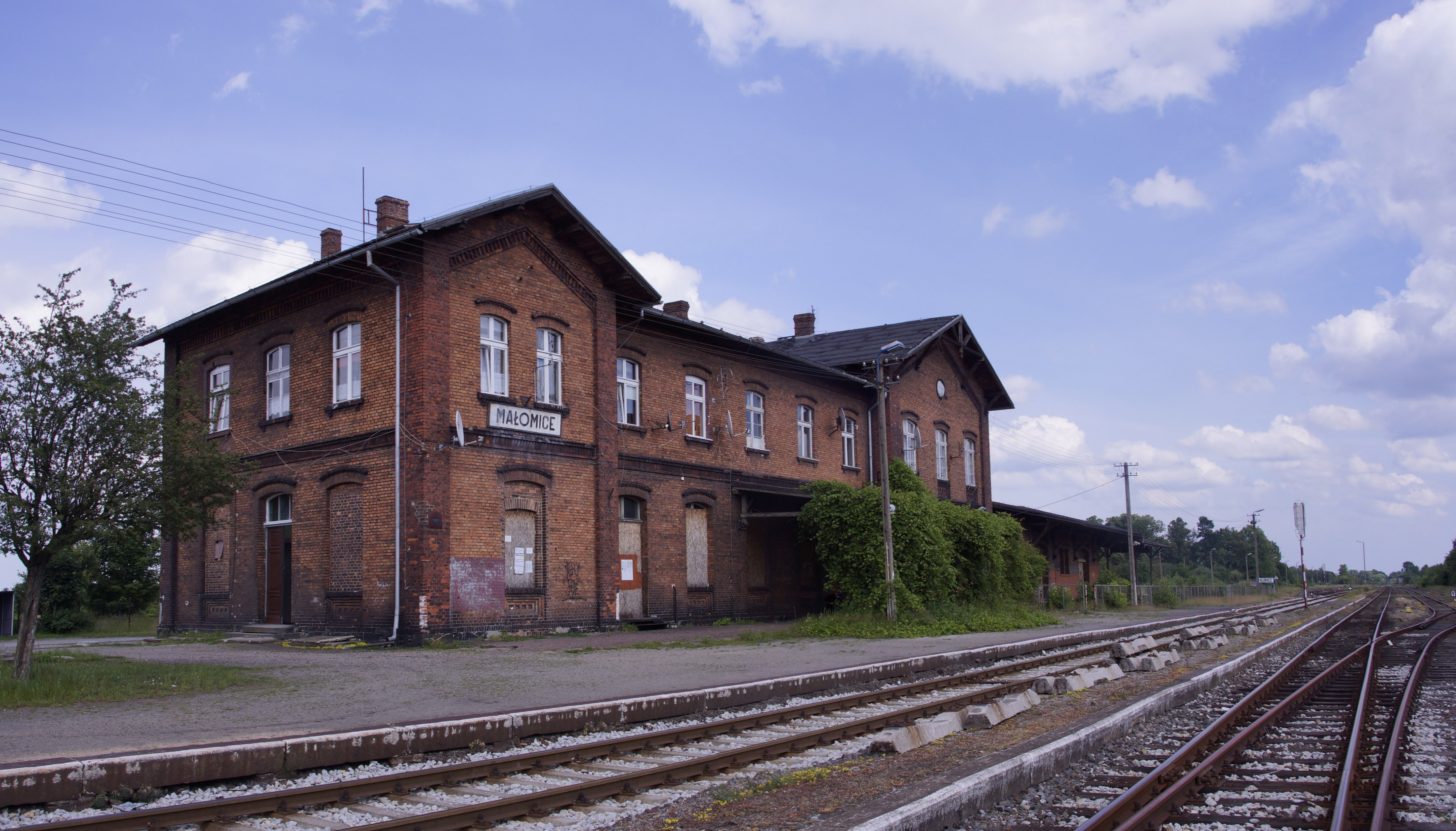
Estação ferroviária em Małomice

O registro provincial de monumentos inclui:
- Igreja barroca construída em 1732 como uma igreja evangélica a partir da fundação dos então proprietários da propriedade de Małomice. Sem uso após a Segunda Guerra Mundial, foi parcialmente devastada. Após ser assumida pela Igreja Católica Polonesa, foi reformada entre 1982 e 1984 e tornou-se a sede da recém-criada paróquia de Nossa Senhora do Perpétuo Socorro. É um edifício barroco, construído em tijolos, com planta octogonal, com uma abside pentagonal a oeste e uma escadaria circular, parcialmente construída na parede noroeste. O interior é coberto por uma cúpula com lanterna. Fachadas dissecadas por pilastras e nichos hemisféricos. Telhado de mansarda com lanterna octogonal encimada por uma cúpula esférica. Várias lápides de pedra foram preservadas em seu interior, incluindo uma gótica de 1414 e várias renascentistas da segunda metade do século XVI com relevos representando figuras de cavaleiros das famílias Kotwicz e Milicz.[5]
- Parque paisagístico — a casa senhorial — foi construído em nome de um descendente de Fabian von Dohna-Schlodien (1802–1871). Seu projetista foi Eduard Petzold, que, a partir de 1872, trabalhou no projeto do parque e depois supervisionou sua execução. O parque está localizado na parte norte da vila.
- Mansão, rua Kościuszki, 39, de 1920.

Outros monumentos:
- Palácio, não mais existente, foi construído no final do século XVII. Foi modelado com base na residência de Lubkowice em Żagań. O palácio foi destruído durante a última guerra.
- Jardim regular, em estilo barroco, foi certamente fundado próximo ao palácio mencionado acima. Sua existência hoje é confirmada principalmente por fontes iconográficas.
- Antiga fazenda senhorial localizada na atual rua Tadeusza Kościuszki. Em seu território há dois edifícios agrícolas do início do século XIX. São edifícios longos de um andar, cobertos com telhados de quatro águas.

## Economia
Até o início da década de 1990, havia duas grandes indústrias em Małomice.
A Fábrica de Produtos de Estanho “POLMETAL”, que produzia uma grande variedade de embalagens de estanho — barris.
Além disso, havia uma base de armazém da Zielonogórska Centrala Materiałów Budowlanych (ZCMB) em Małomice, bem como a Lubuskie Zakłady Materiałów Ogniotrwałych (Fábrica de materiais refratários da Lubúsquia) — uma fábrica especializada na produção de materiais com maior refratariedade para a indústria metalúrgica.
Na década de 1990. A fábrica de tijolos Małomice (Lubuskie Zakłady Materiałów Ogniotrwałych) encerrou suas operações devido à exaustão dos depósitos de argila e a uma redução significativa na demanda por materiais refratários. Um destino semelhante se abateu sobre o depósito ZCMB quando o novo proprietário decidiu que não havia justificativa para manter um depósito em Zielona Góra e Małomice em paralelo.
Após uma tentativa malsucedida de participar do Programa Nacional de Fundos de Investimento, uma redução drástica no número de funcionários, uma mudança de propriedade e um novo perfil de produção, a FWB “POLMETAL” conseguiu encontrar seu lugar no mercado com o nome de “POLMETA” S.A. Atualmente, a “POLMETAL”, popularmente conhecida como “estanho”, produz perfis de aço fechados de várias seções, pequenos equipamentos e acessórios de jardim.
A tradição da cidade de produzir embalagens de estanho é continuada pela empresa familiar LRN e pela empresa “Silgan Metal Packaging Szprotawa Sp. z o.o.” com sede em Wiechlice.
Além disso, há pequenas empresas de produção e serviços em Małomice que se especializam, entre outras coisas, na produção de cadeiras.
Małomice, como centro administrativo do município de mesmo nome, desempenha uma função de serviço em termos de serviços administrativos e um centro comercial para os vilarejos vizinhos.

## Esporte
A cidade é sede do clube de futebol Municipal de Esportes “Iskra” Małomice, fundado em 1957 e jogou na Classe A, entre outros. Na temporada 2018/2019, o clube participou novamente da classe distrital (grupo sul, Zielona Góra), enquanto na temporada 2019/2020 jogou mais uma vez na Classe A (IV grupo Zielona Góra).